# Suicidio asistido
El suicidio asistido —dependiendo de la legislación del país, puede ser asimilable al auxilio al suicidio— consiste en la ayuda o asistencia a otra persona que desea acabar con su vida. En la mayoría de los países, la legislación lo contempla como delito punible. Los países que han legalizado el suicidio asistido son Austria, Bélgica, Canadá, España, Luxemburgo, Nueva Zelanda, Países Bajos, Portugal, Suiza y algunos estados de Estados Unidos (California, Colorado, Hawái, Maine, Montana, Nueva Jersey, Nuevo México, Oregón, Vermont, Washington y Washington D. C.) y Australia (Australia Meridional, Australia Occidental, Nueva Gales del Sur, Queensland, Tasmania y Victoria). Los Tribunales Constitucionales de Alemania, Colombia, Ecuador e Italia legalizaron el suicidio asistido, pero sus parlamentos aún no han legislado o reglamentado esta práctica. En 2022, a través de la sentencia 8va de la 4ta legislación indicada a cada país C - 164, la Corte Constitucional colombiana despenalizó la asistencia médica al suicidio para personas con enfermedades graves e incurables. Sin embargo, hasta la fecha no se tiene registro del primer procedimiento ejecutado a través de este mecanismo.
Se considera asistencia al suicidio la entrega del material necesario para su realización. La ayuda puede ser facilitada por profesionales médicos, enfermeras u otras personas. Algunos países europeos, como los Países Bajos y Bélgica, han regulado el suicidio asistido como una atribución de los profesionales de la medicina y la enfermería. En cambio, Suiza permite tanto el suicidio médicamente asistido como el auxilio al suicidio, es decir, cualquier persona puede ayudar a otra a suicidarse sin consecuencias jurídicas y no tiene que realizarse necesariamente en un contexto médico o de enfermería.
El auxilio al suicidio no debe confundirse con la eutanasia ni con la inducción al suicidio. A diferencia de la eutanasia, en el suicidio asistido la actuación del profesional médico se limita a proporcionar al paciente los medios necesarios para que sea él mismo quien se produzca la muerte. El elemento distintivo no radica en el medio que se emplea, sino en el sujeto que la lleva a cabo: en la primera —la eutanasia—, otra persona es el agente activo respecto de quien la solicita; en el segundo, el paciente es el sujeto activo, asistido y aconsejado por un médico. Tampoco debe confundirse con la inducción al suicidio, que consiste en quebrar la voluntad de la persona, que no deseaba suicidarse, para que lo haga.

## Legislación sobre suicidio asistido en el mundo

Legalidad del suicidio asistido en el mundo:
Suicidio médicamente asistido legal
Legalizado por sentencia judicial, pero no legislado o regulado
Suicidio asistido ilegal.

El suicidio asistido es legal en Austria, Bélgica, Canadá, España, Luxemburgo, Nueva Zelanda, Países Bajos, Portugal, Suiza y algunos estados de Estados Unidos (California, Colorado, Hawái, Maine, Montana, Nueva Jersey, Nuevo México, Oregón, Vermont, Washington y Washington D. C.) y Australia (Australia Meridional, Australia Occidental, Nueva Gales del Sur, Queensland, Tasmania y Victoria). Los Tribunales Constitucionales de Alemania, Colombia, Ecuador e Italia legalizaron el suicidio asistido, pero sus parlamentos aún no han legislado o reglamentado esta práctica.

## Defensa del suicidio asistido

Legalidad del suicidio asistido en Europa:
Suicidio médicamente asistido legal
Legalizado por sentencia judicial, pero no legislado o regulado
Suicidio asistido ilegal.

En 1997, The New York Review of Books publicó una carta abierta titulada «Assisted Suicide: The Philosopher’s Brief» («Suicidio asistido: una breve explicación filosófica»), en la que se pedía al Tribunal Supremo de Estados Unidos la despenalización del suicidio asistido. Firmaban la carta John Rawls, Ronald Dworkin y Robert Nozick, junto con otros estudiosos de la filosofía moral.
La tesis central del alegato era que si una persona enferma está bien informada y es capaz de tomar decisiones libremente, «negarle la oportunidad [del suicidio asistido] [...] tan solo puede justificarse a partir de una convicción religiosa o ética sobre el valor o significado de la vida». Pero en un Estado democrático las instituciones políticas no pueden favorecer a unas doctrinas comprehensivas (es decir, visiones generales sobre la vida, el bien y el universo) por encima de otras. En democracia, las instituciones son justas si están informadas por unos principios de justicia que cualquier persona razonable podría apoyar en tanto que ciudadano, con independencia de lo que piense sobre la vida, el bien y el universo.
El filósofo canadiense Wayne Sumner sostiene que cuando las circunstancias del paciente son tales que el suicidio es éticamente aceptable —como en el caso de las enfermedades terminales—, también es éticamente permisible que el médico facilite el medio para que el paciente lo haga.
La juez canadiense Lynn Smith dictaminó, en 2012, que «las disposiciones del Código Penal que impiden la asistencia médica para morir violan el derecho de las personas discapacitadas no sólo a la igualdad, sino también a la vida, la libertad y la seguridad».
En 2013 el científico Stephen Hawking manifestó su defensa del suicidio asistido para enfermos terminales.

## Casos judiciales
En 1992, el médico estadounidense Jack Kevorkian fue sentenciado a una pena de 10 a 25 años de prisión por haber participado en el suicidio asistido de 130 de sus pacientes supuestamente terminales al haber inventado una máquina que permitía que los pacientes se autoadministraran una sustancia mortal. El argumento de Kevorkian era que la asistencia al suicidio era un servicio médico prestado a pacientes para quienes su sufrimiento les resultaba insoportable y no tenían posibilidades de curarse. Su objetivo no era asesinarlos, sino ayudarlos a terminar con su sufrimiento.

## Críticas
La Asociación Médica Mundial, que aglutina a los colegios médicos de 115 países, reiteró en una declaración adoptada por su Asamblea General en 2019: La AMM reitera su fuerte compromiso con los principios de la ética médica y con que se debe mantener el máximo respeto por la vida humana. Por lo tanto, la AMM se opone firmemente a la eutanasia y al suicidio con ayuda médica.

## En la cultura popular
- Hin und weg
- You Don't Know Jack
- Bag of Bones
- Yo antes de ti
- Million Dollar Baby
- Mar adentro
- Condenado a vivir
- Johnny Got His Gun